# Vijfhuizerpolder
De Vijfhuizerpolder is een polder in de stad Haarlem in Noord-Holland. De polder valt onder het waterschap Hoogheemraadschap van Rijnland. Het grootste gedeelte van de polder is bebouwd met de Haarlemse wijk Meerwijk. Voor de aanleg van de Ringvaart van de Haarlemmermeerpolder lag ook het dorp Vijfhuizen in deze polder. Hedendaags ligt de polder ten westen van het huidige dorp Vijfhuizen in de gemeente Haarlemmermeer.
De Vijfhuizer Molen bemaalde deze polder en verving een op 31 december 1859 afgebrande molen.